# Wahlenbergia capillata
Wahlenbergia capillata är en klockväxtart som beskrevs av Wilhelm Georg Baptist Alexander von Brehmer. Wahlenbergia capillata ingår i släktet Wahlenbergia och familjen klockväxter. Inga underarter finns listade i Catalogue of Life.